# Władysław Wścieklica
Władysław Wścieklica (ur. 3 grudnia 1855 w Miechowie, zm. 17 lutego 1929 w Łodzi) – polski przemysłowiec, właściciel drukarni w Łodzi.

## Nauka, praca
Po ukończeniu średniej szkoły technicznej, pracował jako buchalter. Inwestując w różne dziedziny łódzkiego przemysłu, w maju 1893 okazyjnie kupił zamkniętą drukarnię prasową, mieszczącą się w Pasażu Meyera 514c (obecnie ul. Stanisława Moniuszki 9) w której do 1892 drukowany był Dziennik Łódzki (najstarsza polska gazeta w Łodzi, zamknięta przez carską cenzurę 31 grudnia 1892). Część maszyn sprzedał J. Petersilgemu, a z pozostałych urządził własną drukarnię w marcu 1894 w nowym lokalu, przy ul. Cegielnianej 48 (obecnie ul. Stefana Jaracza 14). Zatrudnił w niej personel dawnej drukarni "Dziennika Łódzkiego" na czele z zarządzającym Stefanem Hykielem. Drukarnia przenosiła się: w 1895 tamże pod nr 53 (obecnie nr 17), w 1899 pod nr 55 (obecnie nr 19).
W 1901 drukarnia wyposażona była w trzy maszyny pospieszne z ręcznym napędem korbowym, jedną nożną i prasę litograficzną. Na wyposażeniu zecerni były czcionki do drukowania w trzech językach: rosyjskim (który był wówczas językiem urzędowym w Królestwie Polskim w zaborze rosyjskim), oraz polskim i niemieckim. W 1905 drukarnia uzyskiwała obroty w wysokości 20000 rubli zatrudniając 15, a dwa lata później 25 pracowników. W 1905 drukowała akcydensy i bilety tramwajowe z maszynową numeracją, znane jest także 80 druków zwartych tam tłoczonych, m.in. w 1896 wydrukowano tam pierwszy "Spis bibliograficzny druków łódzkich" M. Barucha. Drukowane były też kalendarze książkowe o znacznej objętości: "Łodzianin" (na lata 1894-1896) i "Czas" (na lata 1902-1904) oraz "Rocznik Łódzki" (1898).
Była to wówczas najnowocześniejsza drukarnia w Łodzi.
Sprawozdanie Starszego Inspektora Fabrycznego z 1913 informuje, że zatrudniała 15 osób, z których jedno było dzieckiem, a pięcioro – małoletnimi, w tym trzy to dziewczęta, oraz 9 dorosłych. Z papieru o wartości 6000 rubli wykonano druki, książki i formularze za 14000 rubli. W ciągu roku wypłacono 4700 rubli – robotnikom, a 1350 rubli zarządzającemu i buchalterowi. Na "inne" wydano 1300 rubli z czego wynikało, że zysk właściciela wynosił tylko 750 rubli, czyli mniej więcej tyle ile uposażenie zarządzającego drukarnią.
Maszyny były napędzane czterema silnikami elektrycznymi, każdy o mocy 5 KM.
Po wybuchu I wojny światowej Niemcy zajęli Łódź i na potrzeby wojenne przeprowadzali rekwizycje, w 1916 zarekwirowali część tych silników. Drukarnia zawężała zakres prac, chyliła się ku upadkowi i została zamknięta w końcu wojny (1918?). Około 1920 sprzedał drukarnię Lucjanowi Henrykowi Tarkowskiemu, który prowadził ją do 1934.. "Drukarnia Tarkowski Henryk Cegieln. 55" znajduje się w spisie "Drukarnie i Litografie" 1920..
Należał do znanych przemysłowców łódzkich, działał także w innych branżach.

### Życie prywatne
Jego żoną była Maria Magdalena Wścieklica z domu Raulin, z którą miał pięcioro dzieci: Jadwigę Krasuską (1883-1919) - żonę Eugeniusza Krasuskiego (1878-1944), a także córkę Halinę oraz synów: Mieczysława, Władysława i Bolesława.
Został pochowany na Starym Cmentarzu w Łodzi.

## Współzałożyciel dziennika "Rozwój"
W 1897 był współzałożycielem dziennika "Rozwój" wydawanego w Łodzi od 1897 przez Wiktora Czajewskiego. "Wokół pisma zgromadzili się ludzie dobrej woli z miejscowej inteligencji, a wśród nich: Władysław Wścieklica (…), którzy na wniosek Michała Wołowskiego (dyrektora teatru) zobowiązali się w początkowym okresie bezinteresownie zasilać pismo swoimi pracami."

## Pozazawodowa działalność społeczna
Udzielał się społecznie. W 1892 był sekretarzem Sekcji Rzemieślniczej, w 1900 kasjerem towarzystwa kolonii letnich dla dzieci chrześcijan. Jako znawca zagadnień przemysłu bawełnianego był sekretarzem zarządu „Towarzystwa Popierania Przemysłu i Handlu". W 1903 był współzałożycielem Towarzystwa Teatralnego. Od 1908 pełnił funkcję sekretarza Stowarzyszenia Właścicieli Drukarń i Litografii w Łodzi.
Posiadał też zbiory dzieł sztuki, które eksponował na wystawach urządzanych w 1916 i w 1929.